# Comuna Rediu, Neamț
Rediu este o comună în județul Neamț, Moldova, România, formată din satele Bețești, Poloboc, Rediu (reședința) și Socea.

## Așezare
Comuna se află în zona de sud a județului, aproape de limita cu județul Bacău, pe malul drept al Bistriței. Este străbătută de șoseaua județeană DJ159C, care o leagă spre nord de Borlești și spre sud de Cândești.

## Demografie
Componența etnică a comunei Rediu
     Români (92,27%)
     Alte etnii (7,73%)
Componența confesională a comunei Rediu
     Ortodocși (82,91%)
     Creștini de rit vechi (8,92%)
     Alte religii (0,48%)
     Necunoscută (7,68%)
Conform recensământului efectuat în 2021, populația comunei Rediu se ridică la 4.594 de locuitori, în creștere față de recensământul anterior din 2011, când fuseseră înregistrați 4.247 de locuitori. Majoritatea locuitorilor sunt români (92,27%). Din punct de vedere confesional, majoritatea locuitorilor sunt ortodocși (82,91%), cu o minoritate de creștini de rit vechi (8,92%), iar pentru 7,68% nu se cunoaște apartenența confesională.

## Politică și administrație
Comuna Rediu este administrată de un primar și un consiliu local compus din 15 consilieri. Primarul, Vasile Motfolea[*], de la Partidul Social Democrat, este în funcție din 2004. Începând cu alegerile locale din 2024, consiliul local are următoarea componență pe partide politice:
|  | Partid                          | Consilieri | Componența Consiliului | Componența Consiliului | Componența Consiliului | Componența Consiliului | Componența Consiliului | Componența Consiliului |
|  | ------------------------------- | ---------- | ---------------------- | ---------------------- | ---------------------- | ---------------------- | ---------------------- | ---------------------- |
|  | Partidul Social Democrat        | 6          |                        |                        |                        |                        |                        |                        |
|  | Partidul Național Liberal       | 6          |                        |                        |                        |                        |                        |                        |
|  | Partidul S.O.S. România         | 2          |                        |                        |                        |                        |                        |                        |
|  | Alianța pentru Unirea Românilor | 1          |                        |                        |                        |                        |                        |                        |

## Istorie
La sfârșitul secolului al XIX-lea, comuna făcea parte din plasa Bistrița a județului Neamț și era formată din satele Rediu, Polobocu și Mirăuțeni, cu o populație totală de 1246 de locuitori. În comună existau o moară de apă, două biserici și o școală. La acea vreme, pe teritoriul actual al comunei, mai funcționa în aceeași plasă și comuna Socea, formată din satele Socea de Jos, Socea de Sus, Bețești și Vădurelele, cu 1203 locuitori. Existau și aici două biserici, o școală, și o moară de apă.
Anuarul Socec din 1925 consemnează comuna Rediu în aceeași plasă și în aceeași alcătuire, având 1364 de locuitori; comuna Socea se unise cu comuna Cândești, formând comuna Socea-Cândești. În 1931, satele Bețești și Socea ale fostei comune Socea au fost transferate comunei Rediu.
În 1950, comuna Rediu a fost arondată raionului Buhuși și apoi (după 1964) raionului Piatra Neamț din regiunea Bacău. În 1968, comuna a revenit la județul Neamț, reînființat; tot atunci, satul Mirăuțeni a fost desființat și comasat cu satul Rediu.

## Monumente istorice

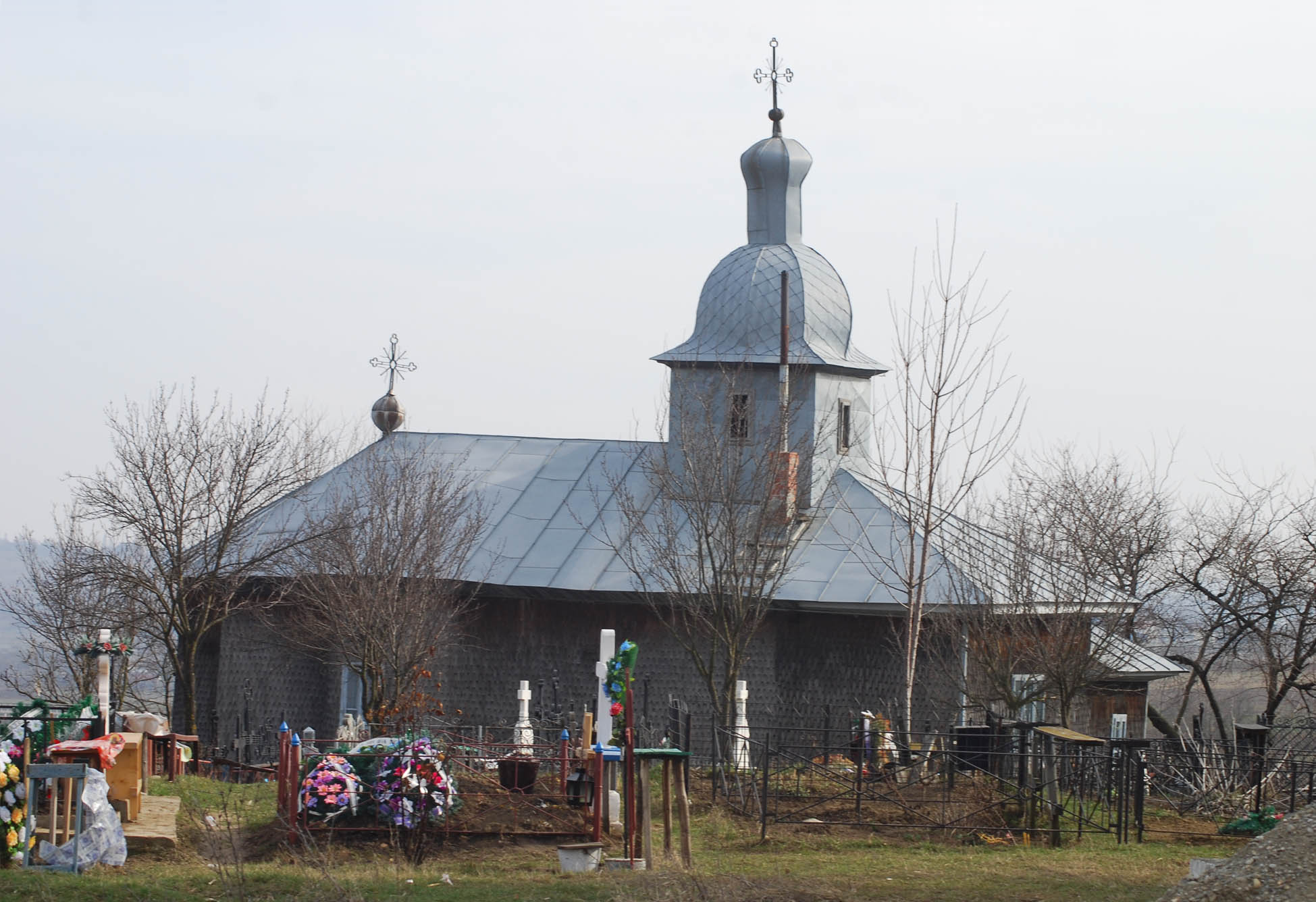
Biserica „Sfinții Voievozi” din Rediu, monument istoric de interes local

Doua obiective din comuna Rediu sunt incluse în lista monumentelor istorice din județul Neamț ca monumente de interes local. Cele două sunt clasificate ca monumente de arhitectură — biserica de lemn „Buna Vestire” (1730) din satul Poloboc; și Biserica de lemn "Sfinții Voievozi" (1825) din satul Rediu.